# Tamás Vásáry
Tamás Vásáry (Debrecen, 11 agosto 1933) è un pianista e direttore d'orchestra ungherese.

## Biografia e carriera
Vásáry fece il suo debutto all'età di otto anni, eseguendo il concerto per pianoforte in re maggiore K 107 di Mozart nella sua città natale, dove l'anno seguente tenne un recital da solista. Iniziò quindi a concertare regolarmente come bambino prodigio. Fu in questo periodo che venne presentato a Ernő Dohnányi, figura di spicco della vita musicale ungherese, il quale fece un'unica eccezione offrendosi di accettare il giovane talento come allievo nonostante l'età. Vásáry studiò soltanto per un breve periodo sotto la sua tutela e comunque Dohnányi lasciò presto l'Ungheria.
Studiò anche con József Gát e Lajos Hernádi presso l'Accademia Musicale Franz Liszt di Budapest e fu successivamente assistente di Zoltán Kodály, che gli fece dono di un pianoforte Steinway.
Nel 1947, all'età di 14 anni, Vásáry vinse il primo premio al concorso Franz Liszt presso l'Accademia di Budapest. Lasciò l'Ungheria nel 1956 e si stabilì in Svizzera.
Ha fatto il suo esordio nelle principali città dell'ovest europeo nel 1960 e 1961. Successivamente ha risieduto a Londra. Ha fatto numerose incisioni per la Deutsche Grammophon, particolarmente del repertorio romantico e specialmente di Frédéric Chopin.
Come direttore d'orchestra, Vásáry ha servito come direttore artistico congiunto della Royal Northern Sinfonia dal 1979 al 1982, condividendo il posto con Iván Fischer. Con la Northern Sinfonia, Vásáry ha registrato concerti per pianoforte di Chopin, dirigendo dalla tastiera. Vásáry è stato successivamente direttore principale di Bournemouth Sinfonietta, dal 1989 al 1997. È direttore ospite di molte delle principali orchestre britanniche e si esibisce regolarmente sia come pianista che come direttore d'orchestra.
Nel 2012 è stato insignito della medaglia Mozart dell'UNESCO in riconoscimento del suo talento e della dedizione ai valori universali che ispirano l'UNESCO.
Vásáry ha registrato con sei diverse etichette: Supraphon, Deutsche Grammophon, Chandos Records, Academy Sound and Vision, Collins Classic e Hungaroton. Ha registrato oltre 20 album di musiche di Liszt, Chopin, Brahms, Debussy, Rachmaninov e Mozart con la Deutsche Grammophon. Nel 1991 la sua registrazione delle opere di Liszt con l'ASV Records ha vinto il Gran Premio d'Ungheria e la sua registrazione del concerto per violino di Dohnányi con la Hungaroton ha vinto il Premio Midem. Come direttore d'orchestra, ha inciso le sinfonie di Beethoven, Schubert, Schumann e Brahms con Hungaroton.